# Arias de Cabrera
Arias de Cabrera (m. después de 1320) fue un noble castellano de la Casa de Cabrera de Córdoba, hijo de Pedro Pérez Ponce de León y de Toda Álvarez de Alagón y bisnieto del rey Alfonso IX de León. Fue señor de la Casa de Cabrera en Córdoba y de la Torre de Arias Cabrera.

## Orígenes familiares
Fue hijo de Pedro Pérez Ponce de León, genearca de la Casa de Cabrera de Córdoba, y de Toda Álvarez de Alagón y nieto por parte paterna de Pedro Ponce de Cabrera y de Aldonza Alfonso de León, hija ilegítima del rey Alfonso IX de León. Sus abuelos maternos fueron Roldán de Alagón y Sancha de Pallás.
Fue hermano, entre otros, de Juan Ponce de Cabrera, que fue ejecutado en Córdoba en 1328 por orden del rey Alfonso XI de Castilla, y de Toda Pérez Roldán de Cabrera, que contrajo matrimonio con Pedro Díaz Carrillo de Toledo, adelantado de Cazorla y hermano de Gonzalo Díaz Palomeque, arzobispo de Toledo.

## Biografía

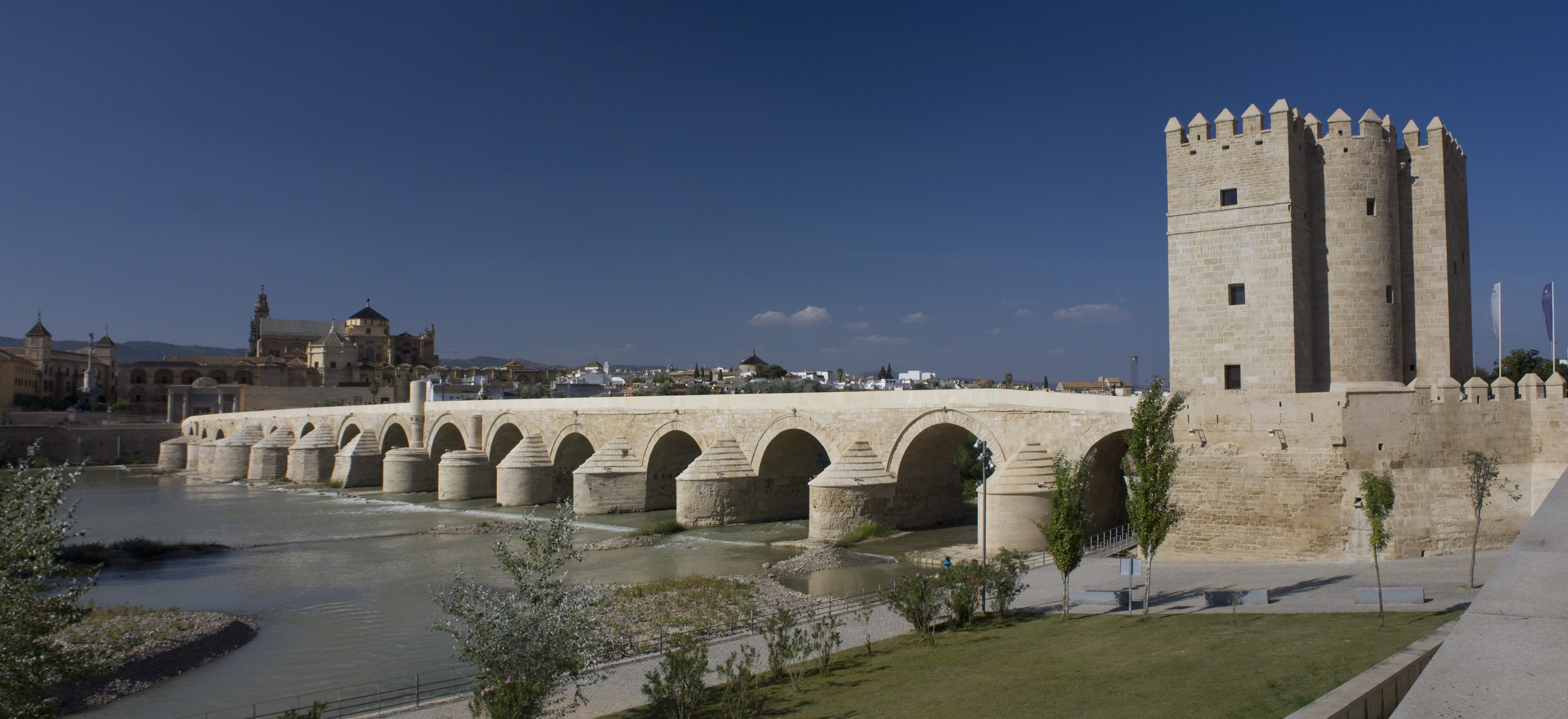
Vista de la torre de la Calahorra y del puente romano de Córdoba.

Se desconoce su fecha de nacimiento. Algunos historiadores señalan que fue el hijo mayor de Pedro Pérez Ponce de León, comendador mayor y trece de la Orden de Santiago, y regidor de la ciudad de Córdoba, donde poseía numerosos bienes y casas principales en las colaciones de Santa María, que posteriormente heredaría su hijo Juan Ponce de Cabrera, hermano de Arias, y en la del Salvador. Y algunos historiadores señalaron que Pedro Pérez Ponce falleció probablemente en 1280 en la batalla de Moclín, donde perdieron la vida numerosos caballeros de la Orden de Santiago, aunque otros dan por totalmente cierta esa posibilidad.
Además, Arias de Cabrera heredó numerosas propiedades en la ciudad de Córdoba y ordenó edificar la Torre de Arias Cabrera, que pertenece actualmente a los condes de Torres Cabrera y está situada en término municipal de Córdoba y entre esta ciudad y la villa de Espejo, aunque está muy deteriorada y a la espera de ser restaurada.

La muerte de los infantes Pedro y Juan de Castilla en el Desastre de la Vega de Granada, ocurrido en 1319, supuso el ascenso al poder absoluto en la Corte castellana del infante Felipe de Castilla, hijo de la reina María de Molina y apoyado por ésta, de Don Juan Manuel, nieto de Fernando III, y de Juan el Tuerto, hijo del infante Juan y nieto de Alfonso X, ya que cada uno de ellos controlaba una determinada zona geográfica de Castilla e intentaban alcanzar un mayor protagonismo político y ser nombrados tutores del rey Alfonso XI en sustitución de los infantes Pedro y Juan, a pesar de que en la Concordia de Palazuelos y en las Cortes de Burgos de 1315 quedó establecido que en caso de que alguno de los tres tutores muriese continuaría siéndolo aquel que quedase con vida, lo que legalmente convertía a la reina María de Molina en la única tutora legítima de su nieto. Y a causa de todo ello, en Castilla comenzó un periodo de anarquía y de auténtica «guerra civil», como afirmó Manuel García Fernández, que también subrayó que Don Juan Manuel y Juan el Tuerto fueron apoyados por el rey Jaime II de Aragón.

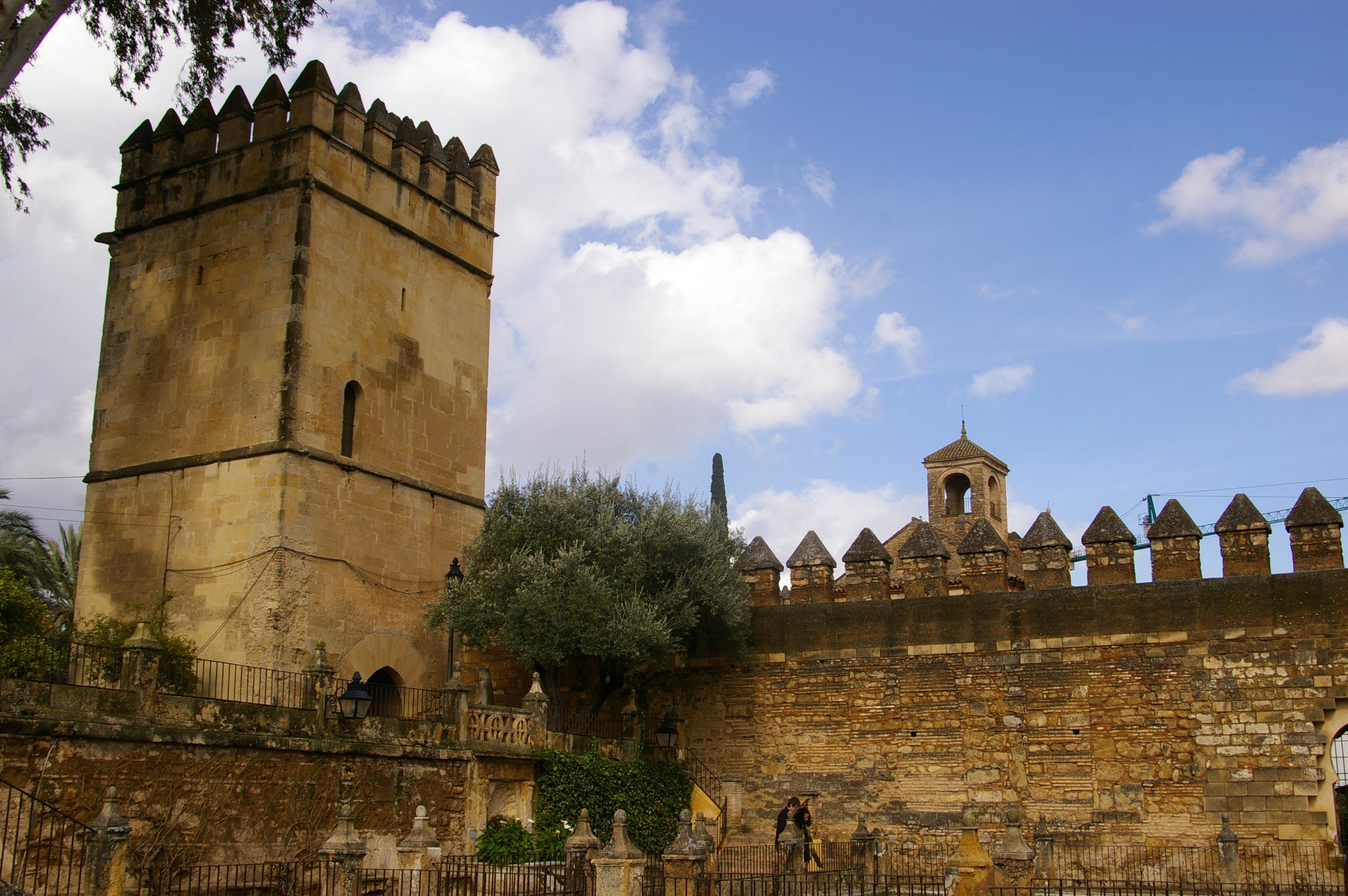
Alcázar de los Reyes Cristianos. (Córdoba).

Y el 25 de septiembre de 1319 Arias de Cabrera, en calidad de mayordomo del concejo de Córdoba, estuvo presente en la firma del acuerdo de hermandad que hicieron en Porcuna los concejos de las ciudades de Córdoba, Sevilla, Jaén, Arjona, Baeza y Santisteban del Puerto con el maestre de la Orden de Calatrava, Garcí López de Padilla, y los nobles Lope Ruíz de Baeza, señor de La Guardia y Diego Sánchez de Biedma. Y el historiador Manuel García Fernández señaló que en esta época la Hermandad General de Andalucía ya aglutinaba a todos los concejos del Alto y Bajo Guadalquivir, al adelantado mayor de la frontera de Andalucía, Alfonso Fernández de Córdoba, a los nobles más destacados del territorio y a los representantes de las órdenes militares. Pero a pesar de ello, en Andalucía comenzaron las discordias entre los partidarios de Don Juan Manuel y los del infante Felipe, y Arias de Cabrera, a pesar de ser primo segundo de Don Juan Manuel, fue uno de los partidarios cordobeses del infante Felipe de Castilla y de su madre, la reina María de Molina, aunque su hermano Juan Ponce de Cabrera apoyó a Don Juan Manuel y fue el más destacado de sus partidarios en Córdoba.
En 1320, cuando su hermano Juan Ponce de Cabrera y los partidarios de Don Juan Manuel se sublevaron contra los oficiales reales de la ciudad y ocuparon el alcázar, Arias de Cabrera se refugió en Castro del Río junto a Pay Arias de Castro, alcaide de dicho alcázar, y Alfonso Fernández de Córdoba, señor de Cañete de las Torres y adelantado mayor de la frontera de Andalucía, y poco después Don Juan Manuel fue reconocido como tutor del rey Alfonso XI por los cordobeses. Y el historiador Francisco Ruano afirmó en el siglo XVIII que el comportamiento de Arias de Cabrera pudo estar motivado por el hecho de que su supuesto hijo, Pedro Ponce de Cabrera, cuya paternidad atribuyen la mayoría de los historiadores a su hermano, Juan Ponce de Cabrera, estaba casado con Constanza Alfonso de Córdoba, hija del adelantado Alfonso Fernández de Córdoba, y también al hecho de que el 26 de agosto de 1319, en Peñaflor, la mayoría de los concejos que integraban la Hermandad General de Andalucía habían acordado que no apoyarían a ninguno de los que aspiraban a ejercer la tutoría del rey, a menos que lo hicieran el resto de ellos.
Se desconoce su fecha de defunción, aunque debió fallecer después de 1320, pero sí hay constancia de que en 1352 ya había fallecido y de que en esa fecha su esposa, Beatriz Fernández, aún vivía.

## Matrimonio y descendencia
Existe una gran confusión acerca de la descendencia de Arias de Cabrera, pero hay constancia de que contrajo matrimonio con Beatriz Fernández, de la que se desconoce su ascendencia familiar, y de que fruto de su matrimonio habrían nacido tres hijos, aunque la mayoría de los historiadores, con algunas excepciones, atribuyen la paternidad de los mismos a su hermano Juan Ponce de Cabrera, a excepción del siguiente, que es atribuido exclusivamente a Arias de Cabrera:
- Juan Arias de Cabrera (m. antes de 1364).[25] Fue señor del Quadrado en Córdoba y de unas casas principales en la colación de Santa María de dicha ciudad,[25] y contrajo matrimonio con Leonor López de Cárdenas, hija de Sancho López de Cárdenas y de Marina González, con quien tuvo un hijo y una hija[29] llamada Marina González y la cual contraería matrimonio con Ximén Pérez.[30][b]